# Československá hokejová liga 1974/1975
32. ročník Československé hokejové ligy 1974/75 se hrál pod názvem I. liga.

## Herní systém
12 účastníků v jedné skupině, hrálo se čtyřkolově systémem každý s každým. Poslední mužstvo sestoupilo.

## Pořadí
| Poř. | Tým                     | Zápasy | Výhry | Remízy | Porážky | Skóre   | Body |
| ---- | ----------------------- | ------ | ----- | ------ | ------- | ------- | ---- |
| 1.   | SONP Kladno             | 44     | 27    | 8      | 9       | 176:106 | 62   |
| 2.   | Tesla Pardubice         | 44     | 25    | 4      | 15      | 151:112 | 54   |
| 3.   | Dukla Jihlava           | 44     | 21    | 9      | 14      | 146:115 | 51   |
| 4.   | CHZ Litvínov            | 44     | 22    | 5      | 17      | 159:157 | 49   |
| 5.   | Slovan CHZJD Bratislava | 44     | 22    | 2      | 20      | 145:155 | 46   |
| 6.   | Sparta ČKD Praha        | 44     | 19    | 7      | 18      | 146:115 | 45   |
| 7.   | Motor České Budějovice  | 44     | 19    | 7      | 18      | 155:138 | 45   |
| 8.   | ZKL Brno                | 44     | 18    | 5      | 21      | 130:141 | 41   |
| 9.   | Škoda Plzeň             | 44     | 18    | 4      | 22      | 154:169 | 40   |
| 10.  | VSŽ Košice              | 44     | 16    | 5      | 23      | 128:152 | 37   |
| 11.  | VŽKG Ostrava            | 44     | 15    | 4      | 25      | 126:162 | 34   |
| 12.  | TJ Gottwaldov           | 44     | 9     | 6      | 29      | 95:189  | 24   |

## Nejlepší střelec
Milan Nový (SONP Kladno) - 45 gólů

## Nejproduktivnější hráči
| Poř. | Hráč              | Mužstvo                 | Zápay | Góly | Asistence | Body |
| ---- | ----------------- | ----------------------- | ----- | ---- | --------- | ---- |
| 1.   | Ivan Hlinka       | CHZ Litvínov            | 42    | 36   | 42        | 78   |
| 2.   | Milan Nový        | SONP Kladno             | 44    | 45   | 22        | 67   |
| 3.   | Marián Šťastný    | Slovan CHZJD Bratislava | 43    | 36   | 27        | 63   |
| 4.   | Josef Ulrych      | CHZ Litvínov            | 44    | 33   | 22        | 55   |
| 5.   | Jiří Novák        | Tesla Pardubice         | 41    | 24   | 29        | 53   |
| 6.   | Vladimír Martinec | Tesla Pardubice         | 42    | 27   | 18        | 45   |
| 7.   | Bedřich Brunclík  | VSŽ Košice              | 40    | 24   | 19        | 43   |
| 8.   | Miroslav Klapáč   | Škoda Plzeň             | 41    | 23   | 19        | 42   |
| 9.   | Eduard Novák      | SONP Kladno             | 44    | 29   | 12        | 41   |
| 10.  | Petr Vrabec       | Škoda Plzeň             | 40    | 22   | 17        | 39   |

## Zajímavosti
- Nejvíce gólů (15) padlo v zápase SONP Kladno-Motor České Budějovice 9:6.
- Mistr SONP Kladno měl pasivní bilanci s CHZ Litvínov: doma 3:3 a 3:1, venku 1:2 a 3:5.[2]

## Soupisky mužstev

### SONP Kladno
Miroslav Krása (28/2,32/91,3/5/0),
Miroslav Termer (19/2,54/90,9/0/0) –
Miroslav Biskup (9/0/3/0),
Bohumil Čermák (44/2/7/18),
František Kaberle (44/2/13/34),
František Pospíšil (44/5/35/16),
Otakar Vejvoda (37/6/7/26),
František Větrovec (41/0/3/18),
Jaroslav Vinš (29/5/12/8) –
Lubomír Bauer (37/16/6/18),
Jiří Filip (29/1/5/16),
Zdeněk Hrabě (15/0/1/2),
Jaroslav Kofent (3/0/0/0),
Jiří Kopecký (3/0/0/0),
Miroslav Křiváček (37/13/5/12),
Zdeněk Müller (42/8/12/18),
Zdeněk Nedvěd (38/12/7/2),
Eduard Novák (44/29/12/37),
Milan Nový (44/45/22/38),
Milan Skrbek (38/11/5/27),
Václav Sýkora (44/12/15/10),
Ladislav Vysušil (31/9/5/10) –
trenéři Jaroslav Volf a Václav Slánský

### CHZ Litvínov
Vlastimil Březina (2/3,50/-/-),
Miroslav Kapoun (44/3,41/-/-) -
Zdeněk Bahenský 39/3/1/-),
Jiří Bubla (31/5/20/-),
Miroslav Daněk (40/2/5/-),
Vladimír Macholda (19/1/1/-),
Oldřich Obrtlík (37/1/1/-),
Miroslav Rykl (44/0/1/-),
Jan Vopat (39/5/3/-) -
Josef Beránek (36/9/8/-),
Jan Deus (16/2/3/-),
Ivan Hlinka (42/36/42/-),
Oldřich Kašťák (7/0/1/-),
Jindřich Kokrment (1/0/0/-),
Vladimír Kýhos (6/0/0/-),
Petr Leška (32/12/6/-),
Vladimír Machulda (44/8/10/-),
Karel Marx (11/1/3/-),
Josef Radoch (17/0/0/-),
Karel Ruml (4/0/0/-),
Miloš Tarant (44/21/17/-),
Josef Ulrych (44/33/22/-),
Antonín Waldhauser (37/5/4/-),
Petr Zelenka (17/2/4/-),
Dušan Zikmund (44/12/11/-)

### Sparta ČKD Praha
Jiří Holeček (43/2,47/-/-),
Jaroslav Radvanovský (8/3,69/-/-) -
Jan Eysselt (37/3/4/22),
Alois Hňup (3/0/0/4),
Josef Horešovský(-/-/-/-),
Vladimír Kostka (43/10/10/48),
Miroslav Kuneš (34/3/4/28),
Karel Masopust (-/-/-/-),
Karel Pavlík (36/2/3/12),
Jaroslav Šíma (34/6/5/45) -
Petr Brdička (44/17/7/16),
Petr Dohnal (-/-/-/-),
Jan Havel (-/-/-/-),
Karel Holý (38/7/12/22),
Václav Honc (36/10/13/14),
Vlastimil Janatka (3/1/0/0),
František Kalivoda (34/1/2/6),
Jiří Kochta (41/18/18/12),
Jiří Nikl (30/8/5/36),
Pavel Richter (-/-/-/-),
Jindřich Vícha (32/13/4/8),
František Vorlíček (44/8/19/32)

### Zetor Brno
Vladimír Dzurilla (40/2,88/90,1/-/-),
Vladimír Nadrchal (1/-/-/-/-), 
Petr Ševela (9/4,42/-/-) –
Ctirad Fiala (41/5/9/-),
Lubomír Hrstka (33/2/6/-),
Oldřich Machač 41/12/13/44),
Pavel Pazourek (44/0/2/24),
František Tulec (34/0/5/-),
Vladimír Vašíček (21/0/1/-),
Otto Železný (44/1/5/20) –
Josef Černý (43/18/8/-),
Svatopluk Číhal (40/13/8/-),
Libor Havlíček (40/12/11/32),
Zdeněk Chocholatý (37/8/4/-),
Miloš Jelínek (6/1/1/-),
Jaroslav Jiřík (15/4/4/-),
Luboš Kšica (2/0/0/-),
Vladimír Kunc (35/7/4/24),
Zdeněk Mráz (44/14/12/-),
Karel Nekola (43/22/7/18),
Jaromír Pořízek (44/7/5/-),
Jiří Titz (27/4/4/-),
Luděk Vojáček (27/0/2/28) –
trenér František Vaněk

### TJ Gottwaldov
Jiří Králík (39/3,81/89,9/-),
Horst Valášek (13/6,14/85,5/-) -
Jaromír Hanačík (36/5/2/-),
Josef Herčko (36/4/4/-),
Josef Jenáček (32/2/0/-),
Miroslav Michalovský (34/2/5/-),
Miloslav Sedlák (44/8/0/-),
Eduard Svoboda (39/1/2/-),
Jaroslav Vašíčko (13/0/0/-),
Zdeněk Venera (8/0/0/-),
Jan Zajíček (30/5/0/40) -
Jan Balun (43/7/7/-),
Ladislav Bršlica (7/1/1/-),
Zdeněk Čech (43/8/8/-),
Tomáš Dolák (42/5/6/-),
Václav Králík (30/8/2/-),
Ladislav Maršík (42/6/9/-),
Josef Ondík (28/1/0/-),
Martin Pavlíček (34/8/8/-),
Luděk Pelc (30/2/1/-),
Antonín Plíhal (34/6/3/-),
Stanislav Přikryl (39/6/3/-),
Rudolf Smetana (3/0/1/-),
Petr Vašek (31/3/4/-)
Jiří Vodák (27/6/5/-)

## Kvalifikace o I. ligu
- Ingstav Brno – LB Zvolen 4:1 (4:2, 6:1, 1:2, 6:1, 5:0)[5][6][7][8][9]

## Rozhodčí

### Hlavní
- Jiří Adam
- Milan Barnet
- Rudolf Baťa
- Michal Bucala
- Ivo Filip
- Libor Jursa
- Luděk Matěj
- Juraj Okoličány
- Miloš Pláteník
- Aleš Pražák
- Vladimír Šubrt
- Vilém Turek

### Čároví
- Štefan Baštuga -  Alexander Aubrecht
- Jaroslav Bulant -  Dalibor Knecht
- Slavomír Caban -  Miroslav Gröger
- František Sirotek -  Jan Budinský
- František Němec -  Ivan Koval
- Ladislav Kulíček -  Josef Novotný
- Vlastislav Horák -   Pavel Barvíř
- Luděk Exner -  Karel Sládeček
- Zdeněk Bouška -  Miroslav Průcha
- Ján Macho -  František Martinko
- Ján Liška -  Ivan Marko